# Младен Достанић
Младен Достанић (Возућа, Завидовићи, 3. август 1960) је пуковник Војске Републике Српске у пензији. Био је командант 2. озренске лаке пјешадијске бригаде. Доктор је наука безбједности и заштите.

## Биографија
Завршио је Школу резервних официра Југословенске народне армије атомско-биолошко-хемијске одбране 1985. у Крушевцу, затим курсеве за команданте батаљона и бригаде. Факултет политичких наука, смјер цивилна одбрана, завршио је 1988. у Београду, а магистрирао 2010. на Факултету за безбједност у Бањој Луци, темом "Улога људских ресурса у сузбијању криминалитета". На истом факултету је 2018. године, докторирао на тему "Управљање људским ресурсима система безбједности у процесу превенције и отклањања посљедица криминалитета".
Прије ступања у Војску Републике Српске био је командант бригаде Територијалне одбране у Завидовићима, у чину капетана. У ВРС је био од дана њеног оснивања до расформирања, 31. децембра 2005. У току Одбрамбено-отаџбинског рата 1992–1995. био је оперативац у команди бригаде, начелник штаба команде лаке пјешадијске бригаде, уједно замјеник команданта и командант 2. озренске лаке пјешадијске бригаде, а послије рата начелник штаба пјешадијске бригаде, командант пјешадијске бригаде и командант моторизоване бригаде. У чин пуковника унапријеђен је 12. маја 2004. Професионалну војну службу наставио је у Оружаним снагама БиХ, као помоћник начелника за цивилно-војну сарадњу у команди логистике и помоћник начелника штаба за цивилно-војну сарадњу, уједно за односе са јавношћу, у команди логистике. Пензионисан је 3. августа 2015. У ВРС је одликован Медаљом мајора Милана Тепића.